# Борчашвили, Имран
Имран Борчашвили (род. 16 февраля 1994) — австрийский дзюдоист чеченского происхождения, чемпион и призёр чемпионатов Австрии. Бронзовый (2008 год) и серебряный (2010) призёр первенств Австрии среди кадетов. Чемпион (2013, 2014) и серебряный призёр первенств Австрии среди юниоров. Чемпион (2016), серебряный (2013) и бронзовый (2015) призёр первенств среди молодёжи. Пять раз (2016, 2017, 2019, 2020, 2021) становился победителем национальных чемпионатов среди взрослых и один раз (2018) завоевал бронзу на этих соревнованиях.

## Семья
Братья Вахид и Мовли также являются известными дзюдоистами, чемпионами и призёрами чемпионатов Австрии по дзюдо.

## Спортивные результаты
- Первенство Австрии по дзюдо среди кадетов 2008 года — ;
- Первенство Австрии по дзюдо среди кадетов 2010 года — ;
- Первенство Австрии по дзюдо среди юниоров 2012 года — ;
- Первенство Австрии по дзюдо среди юниоров 2013 года — ;
- Первенство Австрии по дзюдо среди юниоров 2014 года — ;
- Первенство Австрии по дзюдо среди молодёжи 2013 года — ;
- Первенство Австрии по дзюдо среди молодёжи 2015 года — ;
- Первенство Австрии по дзюдо среди молодёжи 2016 года — ;
- Чемпионат Австрии по дзюдо 2016 года — ;
- Чемпионат Австрии по дзюдо 2017 года — ;
- Чемпионат Австрии по дзюдо 2018 года — ;
- Чемпионат Австрии по дзюдо 2019 года — ;
- Чемпионат Австрии по дзюдо 2020 года — ;
- Чемпионат Австрии по дзюдо 2021 года — [2];